# Hiba Abouk
Hiba Aboukhris Benslimane, més coneguda com a Hiba Abouk (Madrid, 30 d'octubre de 1986), és una actriu espanyola d'ascendència líbia per part paterna, tunisiana per part materna i gitana per part del seu avi. És coneguda especialment pel paper de Fàtima a El Príncipe.

## Biografia

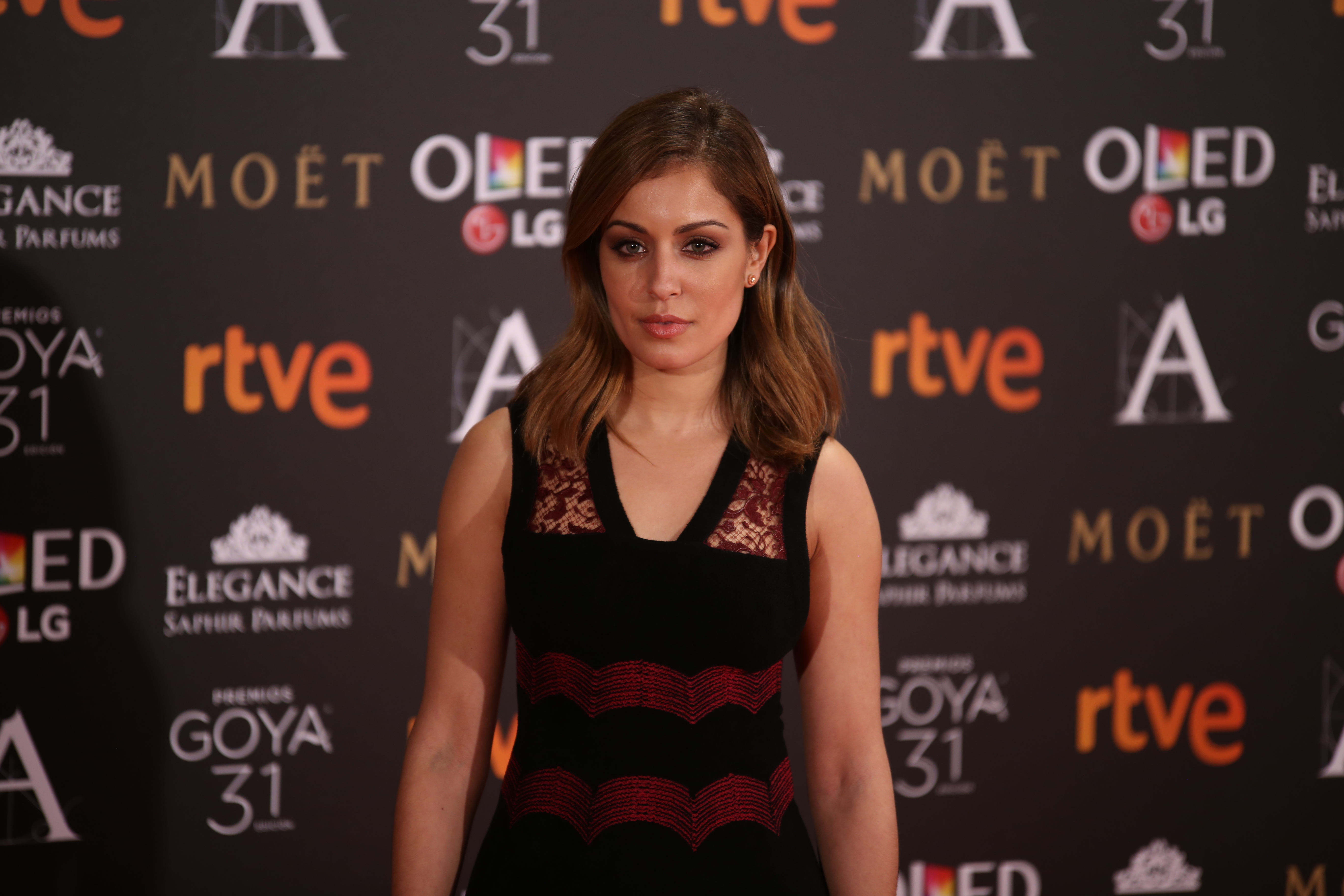
Hiba Abouk als Premis Goya de 2017

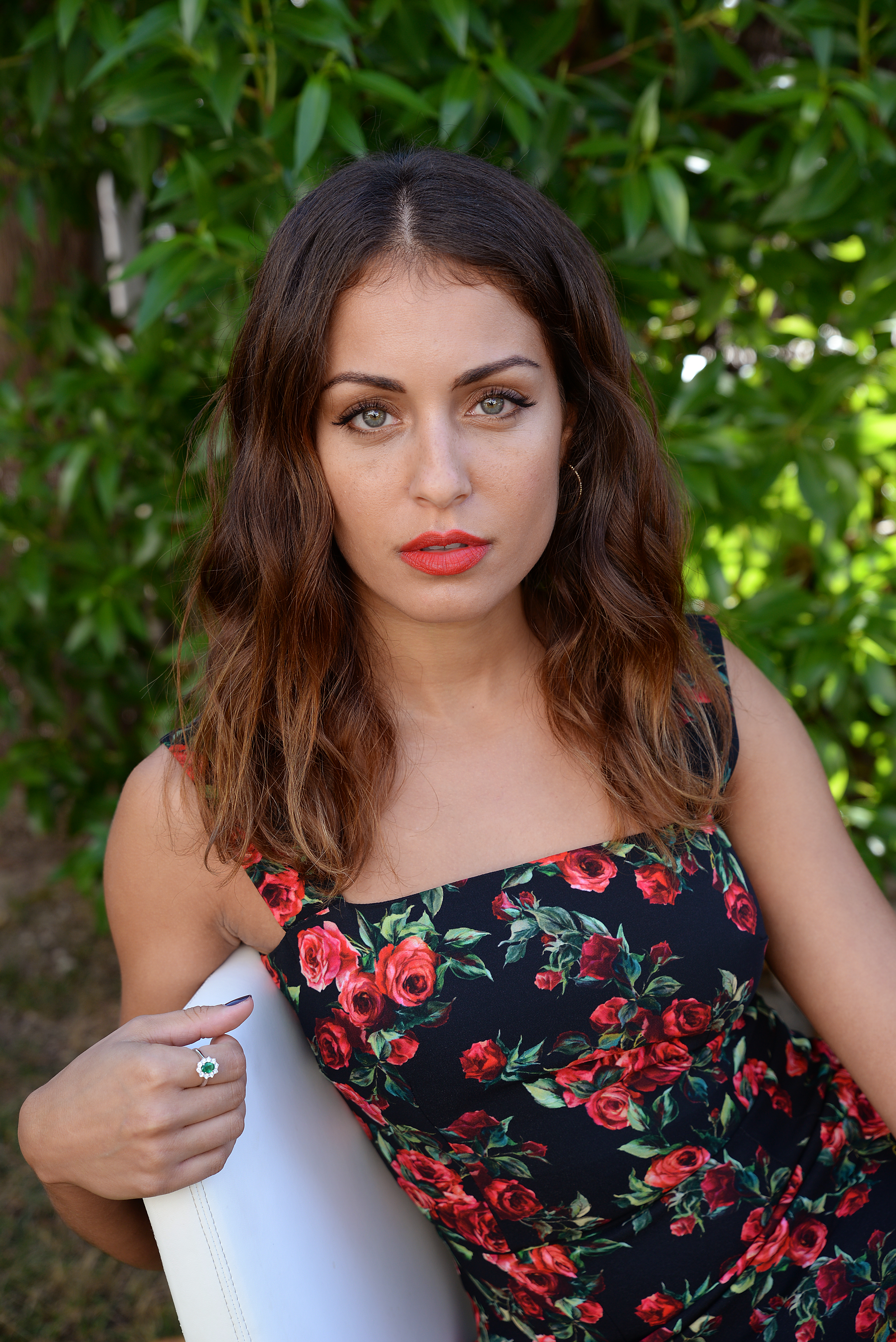
Imatge de 2017.

Va néixer a Madrid i era la menor de quatre germans. Els seus pares s'havien instal·lat poc abans a Espanya després d'emigrar des de Tunísia. Fou educada en la cultura musulmana. L'apassiona el flamenc. Va estudiar al Liceu Francès de Madrid fins als 18 anys. Posteriorment va estudiar Filologia Àrab i es va llicenciar en Art Dramàtic per la RESAD. A més de castellà i àrab parla francès, anglès i italià.
Després d'una aparició menor en un capítol d' El síndrome de Ulises el 2008, acreditada com a Hiba Hadoukis, la seva carrera com a actriu va començar realment el 2010, a La isla de los nominados, una sèrie emesa per Cuatro. Li va seguir, el 2011, un paper episòdic a l'adaptació espanyola de Cheers i el seu paper de Guadalupe a El corazón del océano que, tanmateix, no es va emetre fins a 2014. En 2012 va entrar a formar part del repartiment habitual de la sèrie d'Antena 3 Con el culo al aire, en la que participà en les dues primeres temporades. En febrer de 2014 debutà a El Príncipe, sèrie emesa per Telecinco amb audiències habitualment superiors a cinc milions de teleespectadors i en la qual va tenir el seu primer paper protagonista interpretant a Fàtima.

## Vida privada
Es parella des de 2018 del jugador de futbol nascut a Madrid, Achraf Hakimi, amb qui va tenir el seu primer fill, de nom Amín, el 12 de febrer de 2020.

## Filmografia

### Sèries de televisió
| Any       | Títol                    | Cadena    | Personatge             | Notes       |
| --------- | ------------------------ | --------- | ---------------------- | ----------- |
| 2008      | El Síndrome de Ulises    | Antena 3  | Hiba                   | 1 episodi   |
| 2010      | La isla de los nominados | Cuatro    | Eva Lys                | 11 episodis |
| 2011      | Cheers                   | Telecinco | Ágata                  | 1 episodi   |
| 2012-2013 | Con el culo al aire      | Antena 3  | Candela Prieto Soriano | 26 episodis |
| 2014      | El corazón del océano    | Antena 3  | Guadalupe              | 6 episodis  |
| 2014-2016 | El Príncipe              | Telecinco | Fátima Ben Barek       | 31 episodis |
| 2024      | Eva & Nicole             | Antena 3  | Eva                    | 8 episodis  |

### Pel·lícules
| Any  | Títol                 | Personatge | Notes        |
| ---- | --------------------- | ---------- | ------------ |
| 2010 | Pegada a tu almohada  | Marisa     | Curtmetratge |
| 2014 | Historias de Lavapiés | Rachida    | Secundari    |
| 2014 | Terre brulee          | Hiba       | Curtmetratge |
| 2017 | Proyecto tiempo       | Alba       |              |
| 2017 | Caribe Mix            | Alicia     |              |
| 2017 | Malek                 | Shoreh     |              |